# Pelleas und Melisande (Schönberg)

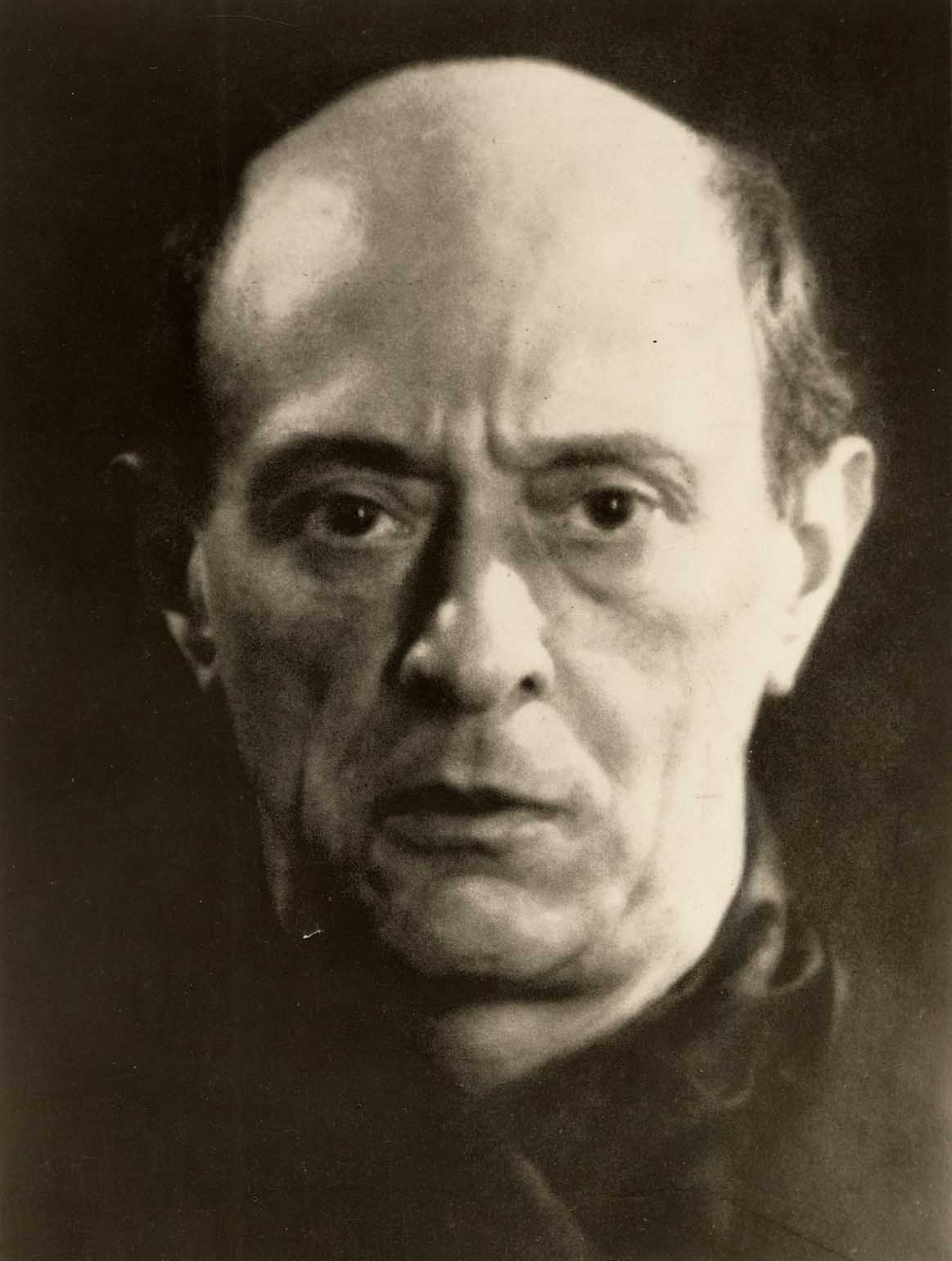
Arnold Schönberg, 1927, por Man Ray

Pelleas e Melisande, op. 5, é um poema sinfônico escrito por Arnold Schönberg e concluído em fevereiro de 1903. A estreia ocorreu em 25 de janeiro de 1905 no Musikverein, em Viena, sob a direção do compositor, em um concerto que também incluiu a primeira apresentação de Die Seejungfrau, de Alexander von Zemlinsky. O trabalho é baseado na peça de Maurice Maeterlinck, Pelléas e Mélisande, um assunto sugerido por Richard Strauss. Quando começou a compor o trabalho em 1902, Schoenberg não sabia que a ópera de Claude Debussy, também baseada na peça de Maeterlinck, estava prestes a estrear em Paris. 

## Instrumentação
O poema sinfônico é para flautim, 3 flautas (3º dobrando 2º flautim), 3 oboés (3º dobrando 2º corne inglês), corne inglês, clarinete em Mi bemol, 3 clarinetes em Si bemol e Lá (3º dobrando 2º clarinete baixo), clarinete baixo, 3 fagotes, contrafagote, 8 trompas em Fá, 4 trompetes em Mi e Fá, trombone alto, 4 trombones tenor, tuba, tímpanos (2 músicos), triângulo, pratos, tam-tam, tambor tenor grande, bumbo, glockenspiel, 2 harpas e cordas. 

## Estrutura
O trabalho é em Ré menor e é um exemplo dos primeiros trabalhos tonais de Schönberg. É composto por um movimento contínuo que compreende muitas seções inter-relacionadas. As seções principais são delineadas pelas seguintes marcações de andamento: 
- Die Achtel ein wenig bewegt - zögernd
- Heftig
- Lebhaft
- Sehr rasch
- Ein wenig bewegt
- Langsam
- Ein wenig bewegter
- Sehr langsam
- Etwas bewegt
- Em gehender Bewegung
- Breit

Alban Berg forneceu um esboço formal demonstrando uma forma sinfônica combinada de quatro movimentos e uma forma sonata de movimento único com conexões com cenas da peça de Maeterlinck.
| Forma Sonata          | Introdução (0), Primeiro grupo temático (5), Transição (6) Segundo grupo temático (9), recapitulação curta (14)                          | A floresta, casamento de Golaud e Melisande, Pelleas, despertar do amor em Melisande |
| Scherzo e episódios   | Scherzo (16), episódio 1 (25), episódio 2 (30)                                                                                           | Cena na fonte, Cena na torre, Cena nos porões                                        |
| Movimento lento       | Introdução (33), Cena de amor (36), Coda (48)                                                                                            | Fonte no parque, cena de amor, morte de Pelleas                                      |
| Final / recapitulação | Recapitulação da introdução ao primeiro movimento (50), tema principal (55), tema do amor (56), epílogo com recapitulação adicional (62) | Morte de Melisande                                                                   |

Grupos temáticos, semelhantes ao leitmotiv, que são associados a cenas ou pessoas individuais, formam os alicerces de um desenvolvimento sinfônico, no qual tem seu início na cena da floresta, introduzindo o primeiro movimento, onde Golaud conhece Melisande e eles se casam, e continua através dos segmentos internos de Scherzo, que retrata a cena na fonte onde Melisande perde seu anel de casamento e encontra o meio-irmão de Golaud, Pelleas. Em seguida, vem o Adagio, que retrata a cena de despedida e amor de Pelleas e Melisande, onde Golaud mata Pelleas e leva à recapitulação do material temático no Finale, retratando a morte de Melisande. Em uma carta a seu cunhado Alexander Zemlinsky, que pretendia fazer cortes em "Pelleas" para uma apresentação em Praga onde ele conduziria em 1918, Schönberg resumiu os pontos de ancoragem fundamentais deste trabalho: "o motivo de abertura (12/8) está ligado a Melisande", este é seguido pelo "motivo do destino", e o Scherzo contém "o jogo com o anel", o Adagio a "cena com o cabelo de Melisande" e a "cena de amor; […] a agonia de Melisande" e "a entrada das damas de companhia, a morte de Melisande" no final. 
Os temas de Melisande são baseados em um motivo de três notas 
 comuns a vários temas na obra. 
O primeiro tema de Melisande é seguido imediatamente pelo tema do "destino".
Após uma vigorosa expressão do tema do destino, o motivo de Pelleas (que contém as três notas do tema de Melisande) é apresentado.
Influenciada por Pillar of Fire, de Antony Tudor, que estreou em 1942 em Nova York e é uma versão de balé de seu Verklärte Nacht (Noite Transfigurada), Schönberg, no exílio americano, decidiu por razões comerciais modificar e organizar a partitura da obra para o balé também, expandindo o poema sinfônico de movimento único em um conjunto de movimentos múltiplos. Schönberg falou sobre isso pela primeira vez no início de 1947, em uma carta ao seu genro Felix Greissle. No entanto, o projeto não foi em frente devido à intervenção do Associated Music Publishers, que conseguiu impedir a autorização.

## Discografia selecionada
- Pelléas e Mélisande. Gabriel Fauré, Arnold Schönberg . Hans Vonk, Orquestra Sinfônica de Saint Louis . PENTATONE PTC 5186324 (2008).
- Pelleas und Melisande (juntamente com Variationen für Orchester op.31). Orquestra Sinfônica de Chicago / Pierre Boulez . Erato 2292-45827-2 (1992)